# El afán de cada noche
El afán de cada noche es una obra de teatro de Pedro Gil Paradela, estrenada en 1975.

## Argumento
La obra nos presenta la historia de un rey impotente, ya que no siente amor hacia su esposa, la reina.Por medio de un hechizo, ese amor llegará en la personificación de una bella campesina, que servirá para que la reina pueda perder su virginidad y quedarse embarazada del tan esperado heredero. 

## Estreno
- Teatro de la Comedia, Madrid, 27 de junio de 1975.
  - Dirección: Víctor Andrés Catena.
  - Escenografía: Enrique Alarcón.
  - Intérpretes: Beatriz Escudero, Mary Paz Pondal, Javier Loyola sustituido por Alfonso del Real, Yolanda Ríos, Francisco Benlloch, Fabio León, Aurora Cervera.